# Piedras Coloradas (município)
Piedras Coloradas é um município uruguaio do departamento de Paysandú, a sudoeste do departamento . Está situada a 49 km da cidade de Paysandú, capital do departamento .

## Toponímia
O nome do município vem da localidade sede - Piedras Coloradas.

## História
Com a criação do segundo nível administrativo (Municípios do Uruguai - Lei Nº 18567), a maioria das localidades com mais 2.000 habitantes foi transformada em município. Pela Lei Nº 18.653 de 21 de março de 2013 foi instituído o município de Piedras Coloradas, por iniciativa do departamento de Paysandú..
Quando foi criado o município, a localidade de Piedras Coloradas agregou também outras duas localidades: Orgoroso e Puntas de Arroyo Negro..

## População
A localidade contava com uma população de 1.700 habitantes.
| Variação demográfica do município |
|                                   |

## Geografia
Piedras Coloradas se situa próxima das seguintes localidades: ao norte, Algorta, a sul, Menafra, a oeste, Young (departamento de Río Negro )e a noroeste, Porvenir. .

## Autoridades
A autoridade do município é o Conselho Municipal, sendo o alcalde ("prefeito") e quatro concejales
Alcaldes:
| Nº | Alcalde      | Partido          | Inicio do mandato | Fim do mandato | Observações    |
| -- | ------------ | ---------------- | ----------------- | -------------- | -------------- |
| 1  | Jorge Giosa  | Partido Colorado | julho de 2015     | 2020           | Alcalde eleito |
| 2  | Pedro Romero | Partido Colorado | 2020              | 2020           | Alcalde eleito |

## Geminação de cidades
O município de Piedras Coloradas não possui acordos de geminação com outras cidades